# Decaspermum teretis
Decaspermum teretis är en myrtenväxtart som beskrevs av Lyndley Alan Craven. Decaspermum teretis ingår i släktet Decaspermum och familjen myrtenväxter.
Artens utbredningsområde är Hainan (Kina). Inga underarter finns listade i Catalogue of Life.